# Tournoi féminin de beach-volley aux Jeux olympiques d'été de 2016
Navigation
Londres 2012 Tokyo 2020
Le tournoi féminin de beach-volley des Jeux olympiques d'été de 2016 se déroule du 6 août 2016 au 18 août 2016 à l'Aréna de beach-volley, sur la plage de Copacabana à Rio de Janeiro.

## Format de la compétition
Les 24 équipes sont séparées en six groupes de quatre, lesquelles disputent un round robin entre elles. Les deux premiers de chaque groupe, ainsi que les deux meilleurs troisièmes, sont qualifiés pour la phase finale. Les quatre autres troisièmes disputent le tour de rattrapage, dont les deux vainqueurs rejoignent également la phase finale. Les quatrièmes de groupe sont éliminés. La phase finale consiste en huitièmes de finale, quarts de finale, demi-finales, match pour la médaille de bronze et finale.

## Phase préliminaire

### Formation des groupes
Les équipes sont réparties entre les groupes selon le classement mondial de la FIVB.
| Poule A | Poule B                                                                                              | Poule C                                                                                                 | Poule D                                                                                                | Poule E                                                                                              | Poule F                                                                                            |
| --- | --- | --- | --- | --- | -------------------------------------------------------------------------------------------------- |
| França / Antunes da Rocha (BRA) Brzostek / Kołosińska (POL) Fendrick / Sweat (USA) Birlova / Ukolova (RUS) | Bednarczuk / Seixas (BRA) Baquerizo / Fernández (ESP) Gallay / Klug (ARG) Hermannová / Sluková (CZE) | Ross / Walsh Jennings (USA) Forrer / Vergé-Dépré (SUI) Wang / Yue (CHN) Artacho del Solar / Laird (AUS) | Ludwig / Walkenhorst (GER) Menegatti / Orsi Toth (ITA) Broder / Valjas (CAN) Elghobashy / Meawad (EGY) | Bansley / Pavan (CAN) Borger / Büthe (GER) Heidrich / Zumkehr (SUI) Van der Vlist / Van Gestel (NED) | Meppelink / Van Iersel (NED) Bawden / Clancy (AUS) Alfaro / Charles (CRC) Agudo / Pérez Pazo (VEN) |

### Poule A
Les deux premières équipes de la poule sont qualifiées pour les huitièmes de finale, la troisième pour le tour de rattrapage.
- Qualifiés pour les huitièmes de finale
- Qualifiés pour le tour de rattrapage
- Éliminés

| # | Équipe                          | Pts | J | G | Gt | Pt | P | Sp | Sc | Ratio | Pp  | Pc  | Ratio |
| 1 | França / Antunes da Rocha (BRA) | 6   | 3 | 3 | 0  | 0  | 0 | 6  | 0  | MAX   | 126 | 84  | 1.5   |
| 2 | Brzostek / Kołosińska (POL)     | 5   | 3 | 1 | 1  | 0  | 1 | 4  | 3  | 1.333 | 117 | 119 | 0.983 |
| 3 | Birlova / Ukolova (RUS)         | 4   | 3 | 0 | 1  | 0  | 2 | 2  | 5  | 0.4   | 126 | 141 | 0.894 |
| 4 | Fendrick / Sweat (USA)          | 3   | 3 | 0 | 0  | 2  | 1 | 2  | 6  | 0.333 | 127 | 152 | 0.836 |

| Date         | Match                                                       | Score | Set 1   | Set 2   | Set 3   | Durée  | Stats   |
| ------------ | ----------------------------------------------------------- | ----- | ------- | ------- | ------- | ------ | ------- |
| 7 août 2016  | França / Antunes da Rocha (BRA) Birlova / Ukolova (RUS)     | 2 - 0 | 21 - 14 | 21 - 16 | -       | 36 min | Rapport |
| 7 août 2016  | Brzostek / Kołosińska (POL) Fendrick / Sweat (USA)          | 2 - 1 | 14 - 21 | 21 - 13 | 15 - 7  | 48 min | Rapport |
| 9 août 2016  | Brzostek / Kołosińska (POL) Birlova / Ukolova (RUS)         | 2 - 0 | 21 - 19 | 21 - 18 | -       | 43 min | Rapport |
| 9 août 2016  | França / Antunes da Rocha (BRA) Fendrick / Sweat (USA)      | 2 - 0 | 21 - 16 | 21 - 13 | -       | 39 min | Rapport |
| 11 août 2016 | França / Antunes da Rocha (BRA) Brzostek / Kołosińska (POL) | 2 - 0 | 21 - 10 | 21 - 15 | -       | 32 min | Rapport |
| 11 août 2016 | Fendrick / Sweat (USA) Birlova / Ukolova (RUS)              | 1 - 2 | 18 - 21 | 26 - 24 | 13 - 15 | 62 min | Rapport |

### Poule B
Les deux premières équipes de la poule sont qualifiées pour les huitièmes de finale, la troisième pour le tour de rattrapage.
- Qualifiés pour les huitièmes de finale
- Qualifiés pour le tour de rattrapage
- Éliminés

| # | Équipe                      | Pts | J | G | Gt | Pt | P | Sp | Sc | Ratio | Pp  | Pc  | Ratio |
| 1 | Baquerizo / Fernandez (ESP) | 6   | 3 | 3 | 0  | 0  | 0 | 6  | 0  | MAX   | 127 | 101 | 1.257 |
| 2 | Bednarczuk / Seixas (BRA)   | 5   | 3 | 1 | 1  | 0  | 1 | 4  | 3  | 1.333 | 134 | 120 | 1.117 |
| 3 | Hermannová / Sluková (CZE)  | 4   | 3 | 0 | 1  | 1  | 1 | 3  | 5  | 0.6   | 132 | 145 | 0.91  |
| 4 | Gallay / Klug (ARG)         | 3   | 3 | 0 | 0  | 1  | 2 | 1  | 6  | 0.167 | 106 | 133 | 0.797 |

| Date         | Match                                                  | Score | Set 1   | Set 2   | Set 3   | Durée  | Stats   |
| ------------ | ------------------------------------------------------ | ----- | ------- | ------- | ------- | ------ | ------- |
| 6 août 2016  | Baquerizo / Fernández (ESP) Gallay / Klug (ARG)        | 2 - 0 | 21 - 11 | 21 - 19 | -       | 42 min | Rapport |
| 6 août 2016  | Bednarczuk / Seixas (BRA) Hermannová / Sluková (CZE)   | 2 - 1 | 19 - 21 | 21 - 17 | 15 - 11 | 60 min | Rapport |
| 8 août 2016  | Bednarczuk / Seixas (BRA) Gallay / Klug (ARG)          | 2 - 0 | 21 - 11 | 21 - 17 | -       |        |         |
| 8 août 2016  | Baquerizo / Fernández (ESP) Hermannová / Sluková (CZE) | 2 - 0 | 21 - 15 | 21 - 19 | -       | 43 min | Rapport |
| 10 août 2016 | Bednarczuk / Seixas (BRA) Baquerizo / Fernández (ESP)  | 0 - 2 | 17 - 21 | 20 - 22 | -       | 47 min | Rapport |
| 10 août 2016 | Gallay / Klug (ARG) Hermannová / Sluková (CZE)         | 1 - 2 | 21 - 13 | 19 - 21 | 8 - 15  | 60 min | Rapport |

### Poule C
Les deux premières équipes de la poule sont qualifiées pour les huitièmes de finale, la troisième pour le tour de rattrapage.
- Qualifiés pour les huitièmes de finale
- Qualifiés pour le tour de rattrapage
- Éliminés

| # | Équipe                          | Pts | J | G | Gt | Pt | P | Sp | Sc | Ratio | Pp  | Pc  | Ratio |
| 1 | Ross / Walsh Jennings (USA)     | 6   | 3 | 2 | 1  | 0  | 0 | 6  | 1  | 6     | 142 | 101 | 1.406 |
| 2 | Wang / Yue (CHN)                | 5   | 3 | 1 | 1  | 0  | 1 | 4  | 3  | 1.333 | 124 | 123 | 1.008 |
| 3 | Forrer / Vergé-Dépré (SUI)      | 4   | 3 | 0 | 1  | 2  | 0 | 4  | 5  | 0.8   | 165 | 171 | 0.965 |
| 4 | Artacho del Solar / Laird (AUS) | 3   | 3 | 0 | 0  | 1  | 2 | 1  | 6  | 0.167 | 109 | 145 | 0.752 |

| Date         | Match                                                        | Score | Set 1   | Set 2   | Set 3   | Durée  | Stats   |
| ------------ | ------------------------------------------------------------ | ----- | ------- | ------- | ------- | ------ | ------- |
| 6 août 2016  | Forrer / Vergé-Dépré (SUI) Wang / Yue (CHN)                  | 1 - 2 | 22 - 24 | 21 - 18 | 12 - 15 | 67 min | Rapport |
| 6 août 2016  | Ross / Walsh Jennings (USA) Artacho Ddel Solar / Laird (AUS) | 2 - 0 | 21 - 14 | 21 - 13 | -       | 36 min | Rapport |
| 8 août 2016  | Forrer / Vergé-Dépré (SUI) Artacho Ddel Solar / Laird (AUS)  | 2 - 1 | 19 - 21 | 21 - 16 | 21 - 19 | 66 min | Rapport |
| 8 août 2016  | Ross / Walsh Jennings (USA) Wang / Yue (CHN)                 | 2 - 0 | 21 - 16 | 21 - 9  | -       | 35 min | Rapport |
| 10 août 2016 | Wang / Yue (CHN) Artacho Ddel Solar / Laird (AUS)            | 2 - 0 | 21 - 16 | 21 - 10 | -       | 36 min | Rapport |
| 10 août 2016 | Ross / Walsh Jennings (USA) Forrer / Vergé-Dépré (SUI)       | 2 - 1 | 21 - 13 | 22 - 24 | 15 - 12 | 65 min | Rapport |

### Poule D
Les deux premières équipes de la poule sont qualifiées pour les huitièmes de finale, la troisième pour le tour de rattrapage.
- Qualifiés pour les huitièmes de finale
- Qualifiés pour le tour de rattrapage
- Éliminés

| # | Équipe                     | Pts | J | G | Gt | Pt | P | Sp | Sc | Ratio | Pp  | Pc  | Ratio |
| 1 | Ludwig / Walkenhorst (GER) | 6   | 3 | 2 | 1  | 0  | 0 | 6  | 1  | 6     | 138 | 103 | 1.34  |
| 2 | Broder / Valjas (CAN)      | 5   | 3 | 1 | 1  | 0  | 1 | 4  | 3  | 1.333 | 121 | 118 | 1.025 |
| 3 | Menegatti / Giombini (ITA) | 4   | 3 | 1 | 0  | 2  | 0 | 4  | 4  | 1     | 138 | 128 | 1.078 |
| 4 | Elghobashy / Meawad (EGY)  | 3   | 3 | 0 | 0  | 0  | 3 | 0  | 6  | 0     | 78  | 126 | 0.619 |

| Date         | Match                                                 | Score | Set 1   | Set 2   | Set 3  | Durée  | Stats   |
| ------------ | ----------------------------------------------------- | ----- | ------- | ------- | ------ | ------ | ------- |
| 7 août 2016  | Ludwig / Walkenhorst (GER) Elghobashy / Meawad (EGY)  | 2 - 0 | 21 - 12 | 21 - 15 | -      | 37 min | Rapport |
| 7 août 2016  | Menegatti / Giombini (ITA) Broder / Valjas (CAN)      | 1 - 2 | 21 - 15 | 18 - 21 | 9 - 15 | 60 min | Rapport |
| 9 août 2016  | Menegatti / Giombini (ITA) Elghobashy / Meawad (EGY)  | 2 - 0 | 21 - 10 | 21 - 13 | -      | 38 min | Rapport |
| 9 août 2016  | Ludwig / Walkenhorst (GER) Broder / Valjas (CAN)      | 2 - 0 | 21 - 17 | 21 - 11 | -      | 34 min | Rapport |
| 11 août 2016 | Broder / Valjas (CAN) Elghobashy / Meawad (EGY)       | 2 - 0 | 21 - 12 | 21 - 16 | -      | 32 min | Rapport |
| 11 août 2016 | Ludwig / Walkenhorst (GER) Menegatti / Giombini (ITA) | 2 - 1 | 21 - 18 | 18 - 21 | 15 - 9 | 54 min | Rapport |

### Poule E
Les deux premières équipes de la poule sont qualifiées pour les huitièmes de finale, la troisième pour le tour de rattrapage.
- Qualifiés pour les huitièmes de finale
- Qualifiés pour le tour de rattrapage
- Éliminés

| # | Équipe                           | Pts | J | G | Gt | Pt | P | Sp | Sc | Ratio | Pp  | Pc  | Ratio |
| 1 | Bansley / Pavan (CAN)            | 6   | 3 | 3 | 0  | 0  | 0 | 6  | 0  | MAX   | 127 | 102 | 1.245 |
| 2 | Heidrich / Zumkehr (SUI)         | 5   | 3 | 1 | 1  | 0  | 1 | 4  | 3  | 1.333 | 131 | 110 | 1.191 |
| 3 | Borger / Büthe (GER)             | 4   | 3 | 1 | 0  | 0  | 2 | 2  | 4  | 0.5   | 104 | 117 | 0.889 |
| 4 | Van der Vlist / Van Gestel (NED) | 3   | 3 | 0 | 0  | 1  | 2 | 1  | 6  | 0.167 | 105 | 137 | 0.766 |

| Date         | Match                                                     | Score | Set 1   | Set 2   | Set 3  | Durée  | Stats   |
| ------------ | --------------------------------------------------------- | ----- | ------- | ------- | ------ | ------ | ------- |
| 7 août 2016  | Bansley / Pavan (CAN) Van der Vlist / Van Gestel (NED)    | 2 - 0 | 21 - 15 | 21 - 17 | -      | 40 min | Rapport |
| 7 août 2016  | Borger / Büthe (GER) Heidrich / Zumkehr (SUI)             | 0 - 2 | 12 - 21 | 16 - 21 | -      | 41 min | Rapport |
| 9 août 2016  | Borger / Büthe (GER) Van der Vlist / Van Gestel (NED)     | 2 - 0 | 21 - 19 | 21 - 14 | -      | 38 min | Rapport |
| 9 août 2016  | Bansley / Pavan (CAN) Heidrich / Zumkehr (SUI)            | 2 - 0 | 21 - 18 | 21 - 18 | -      | 49 min | Rapport |
| 11 août 2016 | Heidrich / Zumkehr (SUI) Van der Vlist / Van Gestel (NED) | 2 - 1 | 17 - 21 | 21 - 11 | 15 - 8 | 48 min | Rapport |
| 11 août 2016 | Bansley / Pavan (CAN) Borger / Büthe (GER)                | 2 - 0 | 21 - 19 | 21 - 15 | -      | 42 min | Rapport |

### Poule F
Les deux premières équipes de la poule sont qualifiées pour les huitièmes de finale, la troisième pour le tour de rattrapage.
- Qualifiés pour les huitièmes de finale
- Qualifiés pour le tour de rattrapage
- Éliminés

| # | Équipe                       | Pts | J | G | Gt | Pt | P | Sp | Sc | Ratio | Pp  | Pc  | Ratio |
| 1 | Bawden / Clancy (AUS)        | 6   | 3 | 2 | 1  | 0  | 0 | 6  | 1  | 6     | 145 | 102 | 1.422 |
| 2 | Meppelink / Van Iersel (NED) | 5   | 3 | 2 | 0  | 1  | 0 | 5  | 2  | 2.5   | 144 | 121 | 1.19  |
| 3 | Agudo / Pérez Pazo (VEN)     | 4   | 3 | 1 | 0  | 0  | 2 | 2  | 4  | 0.5   | 93  | 119 | 0.782 |
| 4 | Alfaro / Charles (CRC)       | 3   | 3 | 0 | 0  | 0  | 3 | 0  | 6  | 0     | 96  | 126 | 0.762 |

| Date         | Match                                                 | Score | Set 1   | Set 2   | Set 3   | Durée  | Stats   |
| ------------ | ----------------------------------------------------- | ----- | ------- | ------- | ------- | ------ | ------- |
| 6 août 2016  | Bawden / Clancy (AUS) Alfaro / Charles (CRC)          | 2 - 0 | 21 - 15 | 21 - 14 | -       | 42 min | Rapport |
| 6 août 2016  | Meppelink / Van Iersel (NED) Agudo / Pérez Pazo (VEN) | 2 - 0 | 21 - 17 | 21 - 11 | -       | 36 min | Rapport |
| 8 août 2016  | Meppelink / Van Iersel (NED) Alfaro / Charles (CRC)   | 2 - 0 | 21 - 16 | 21 - 16 | -       | 39 min | Rapport |
| 8 août 2016  | Bawden / Clancy (AUS) Agudo / Pérez Pazo (VEN)        | 2 - 0 | 21 - 9  | 21 - 14 | -       | 32 min | Rapport |
| 10 août 2016 | Meppelink / Van Iersel (NED) Bawden / Clancy (AUS)    | 1 - 2 | 25 - 27 | 21 - 18 | 14 - 16 | 63 min | Rapport |
| 10 août 2016 | Alfaro / Charles (CRC) Agudo / Pérez Pazo (VEN)       | 0 - 2 | 16 - 21 | 19 - 21 | -       | 42 min | Rapport |

## Tour de rattrapage

### Classement des troisièmes
- Qualifiées pour les huitièmes de finale
- Qualifiées pour le tour de rattrapage

| # | Équipe                               | Pts | J | G | Gt | Pt | P | Sp | Sc | Ratio | Pp  | Pc  | Ratio |
| 1 | Menegatti / Giombini (ITA) (poule D) | 4   | 3 | 1 | 0  | 2  | 0 | 4  | 4  | 1     | 138 | 128 | 1.078 |
| 2 | Forrer / Vergé-Dépré (SUI) (poule C) | 4   | 3 | 0 | 1  | 2  | 0 | 4  | 5  | 0.8   | 165 | 171 | 0.965 |
| 3 | Hermannová / Sluková (CZE) (poule B) | 4   | 3 | 0 | 1  | 1  | 1 | 3  | 5  | 0.6   | 132 | 145 | 0.91  |
| 4 | Borger / Büthe (GER) (poule E)       | 4   | 3 | 1 | 0  | 0  | 2 | 2  | 4  | 0.5   | 104 | 117 | 0.889 |
| 5 | Agudo / Pérez Pazo (VEN) (poule F)   | 4   | 3 | 1 | 0  | 0  | 2 | 2  | 4  | 0.5   | 93  | 119 | 0.782 |
| 6 | Birlova / Ukolova (RUS) (poule A)    | 4   | 3 | 0 | 1  | 0  | 2 | 2  | 5  | 0.4   | 126 | 141 | 0.894 |

### Matches de barrages
| Date         | Match                                              | Score | Set 1   | Set 2   | Set 3   | Durée  | Stats   |
| ------------ | -------------------------------------------------- | ----- | ------- | ------- | ------- | ------ | ------- |
| 11 août 2016 | Hermannová / Sluková (CZE) Birlova / Ukolova (RUS) | 1 - 2 | 19 - 21 | 21 - 12 | 10 - 15 | 46 min | Rapport |
| 11 août 2016 | Borger / Büthe (GER) Agudo / Pérez Pazo (VEN)      | 2 - 0 | 21 - 13 | 21 - 8  | -       | 30 min | Rapport |

## Phase finale
Les positions dans le tableau des équipes classées deuxièmes et des lucky losers sont tirées au sort une fois les matchs de repêchages disputés.

### Tableau
|  | Huitièmes de finale               | Huitièmes de finale             |                                  |                                  | Quarts de finale            | Quarts de finale |  |  | Demi-finales | Demi-finales |  |  | Finale | Finale |
|  | Huitièmes de finale               | Huitièmes de finale             |                                  |                                  | Quarts de finale            | Quarts de finale |  |  | Demi-finales | Demi-finales |  |  | Finale | Finale |
|  |                                   |                                 |                                  |                                  |                             |                  |  |  |              |              |  |  |        |        |
|  |                                   |                                 |                                  |                                  |                             |                  |  |  |              |              |  |  |        |        |
|  |                                   |                                 |                                  |                                  |                             |                  |  |  |              |              |  |  |        |        |
|  | [A1] Larissa / Talita (BRA)       | 2                               |                                  |                                  |                             |                  |  |  |              |              |  |  |        |        |
|  | [A1] Larissa / Talita (BRA)       | 2                               |                                  |                                  |                             |                  |  |  |              |              |  |  |        |        |
|  | [E3] Borger / Büthe (GER)         | 0                               |                                  |                                  |                             |                  |  |  |              |              |  |  |        |        |
|  | [E3] Borger / Büthe (GER)         | 0                               | [A1] Larissa / Talita (BRA)      | 2                                |                             |                  |  |  |              |              |  |  |        |        |
|  |                                   |                                 | [A1] Larissa / Talita (BRA)      | 2                                |                             |                  |  |  |              |              |  |  |        |        |
|  |                                   | [E2] Heidrich / Zumkehr (SUI)   | 1                                |                                  |                             |                  |  |  |              |              |  |  |        |        |
|  | [F2] Meppelink / Van Iersel (NED) | [E2] Heidrich / Zumkehr (SUI)   | 1                                | 1                                |                             |                  |  |  |              |              |  |  |        |        |
|  | [F2] Meppelink / Van Iersel (NED) |                                 |                                  | 1                                |                             |                  |  |  |              |              |  |  |        |        |
|  | [E2] Heidrich / Zumkehr (SUI)     | 2                               |                                  |                                  |                             |                  |  |  |              |              |  |  |        |        |
|  | [E2] Heidrich / Zumkehr (SUI)     | 2                               | [A1] Larissa / Talita (BRA)      | 0                                |                             |                  |  |  |              |              |  |  |        |        |
|  |                                   |                                 | [A1] Larissa / Talita (BRA)      | 0                                |                             |                  |  |  |              |              |  |  |        |        |
|  |                                   | [D1] Ludwig / Walkenhorst (GER) | 2                                |                                  |                             |                  |  |  |              |              |  |  |        |        |
|  | [E1] Bansley / Pavan (CAN)        | [D1] Ludwig / Walkenhorst (GER) | 2                                | 2                                |                             |                  |  |  |              |              |  |  |        |        |
|  | [E1] Bansley / Pavan (CAN)        |                                 |                                  | 2                                |                             |                  |  |  |              |              |  |  |        |        |
|  | [D2] Broder / Valjas (CAN)        | 0                               |                                  |                                  |                             |                  |  |  |              |              |  |  |        |        |
|  | [D2] Broder / Valjas (CAN)        | 0                               | [E1] Bansley / Pavan (CAN)       | 0                                |                             |                  |  |  |              |              |  |  |        |        |
|  |                                   |                                 | [E1] Bansley / Pavan (CAN)       | 0                                |                             |                  |  |  |              |              |  |  |        |        |
|  |                                   | [D1] Ludwig / Walkenhorst (GER) | 2                                |                                  |                             |                  |  |  |              |              |  |  |        |        |
|  | [C3] Forrer / Vergé-Dépré (SUI)   | [D1] Ludwig / Walkenhorst (GER) | 2                                | 0                                |                             |                  |  |  |              |              |  |  |        |        |
|  | [C3] Forrer / Vergé-Dépré (SUI)   |                                 |                                  | 0                                |                             |                  |  |  |              |              |  |  |        |        |
|  | [D1] Ludwig / Walkenhorst (GER)   | 2                               |                                  |                                  |                             |                  |  |  |              |              |  |  |        |        |
|  | [D1] Ludwig / Walkenhorst (GER)   | 2                               | [D1] Ludwig / Walkenhorst (GER)  | 2                                |                             |                  |  |  |              |              |  |  |        |        |
|  |                                   |                                 | [D1] Ludwig / Walkenhorst (GER)  | 2                                |                             |                  |  |  |              |              |  |  |        |        |
|  |                                   | [B2] Ágatha / Bárbara (BRA)     | 0                                |                                  |                             |                  |  |  |              |              |  |  |        |        |
|  | [C1] Ross / Walsh Jennings (USA)  | [B2] Ágatha / Bárbara (BRA)     | 0                                | 2                                |                             |                  |  |  |              |              |  |  |        |        |
|  | [C1] Ross / Walsh Jennings (USA)  |                                 |                                  | 2                                |                             |                  |  |  |              |              |  |  |        |        |
|  | [D3] Menegatti / Giombini (ITA)   | 0                               |                                  |                                  |                             |                  |  |  |              |              |  |  |        |        |
|  | [D3] Menegatti / Giombini (ITA)   | 0                               | [C1] Ross / Walsh Jennings (USA) | 2                                |                             |                  |  |  |              |              |  |  |        |        |
|  |                                   |                                 | [C1] Ross / Walsh Jennings (USA) | 2                                |                             |                  |  |  |              |              |  |  |        |        |
|  |                                   | [F1] Bawden / Clancy (AUS)      | 0                                |                                  |                             |                  |  |  |              |              |  |  |        |        |
|  | [A2] Brzostek / Kołosińska (POL)  | [F1] Bawden / Clancy (AUS)      | 0                                | 1                                |                             |                  |  |  |              |              |  |  |        |        |
|  | [A2] Brzostek / Kołosińska (POL)  |                                 |                                  | 1                                |                             |                  |  |  |              |              |  |  |        |        |
|  | [F1] Bawden / Clancy (AUS)        | 2                               |                                  |                                  |                             |                  |  |  |              |              |  |  |        |        |
|  | [F1] Bawden / Clancy (AUS)        | 2                               | [C1] Ross / Walsh Jennings (USA) | 0                                |                             |                  |  |  |              |              |  |  |        |        |
|  |                                   |                                 | [C1] Ross / Walsh Jennings (USA) | 0                                |                             |                  |  |  |              |              |  |  |        |        |
|  |                                   | [B2] Ágatha / Bárbara (BRA)     | 2                                |                                  |                             |                  |  |  |              |              |  |  |        |        |
|  | [C1] Wang / Yue (CHN)             | [B2] Ágatha / Bárbara (BRA)     | 2                                | 0                                |                             |                  |  |  |              |              |  |  |        |        |
|  | [C1] Wang / Yue (CHN)             |                                 |                                  | 0                                |                             |                  |  |  |              |              |  |  |        |        |
|  | [B2] Ágatha / Bárbara (BRA)       | 2                               |                                  | Troisième place                  | Troisième place             |                  |  |  |              |              |  |  |        |        |
|  | [B2] Ágatha / Bárbara (BRA)       | 2                               | [B2] Ágatha / Bárbara (BRA)      | Troisième place                  | Troisième place             | 2                |  |  |              |              |  |  |        |        |
|  |                                   |                                 | [B2] Ágatha / Bárbara (BRA)      |                                  |                             | 2                |  |  |              |              |  |  |        |        |
|  |                                   | [A3] Birlova / Ukolova (RUS)    | 0                                |                                  |                             |                  |  |  |              |              |  |  |        |        |
|  | [A3] Birlova / Ukolova (RUS)      | [A3] Birlova / Ukolova (RUS)    | 0                                | 2                                | [A1] Larissa / Talita (BRA) | 1                |  |  |              |              |  |  |        |        |
|  | [A3] Birlova / Ukolova (RUS)      |                                 |                                  | 2                                | [A1] Larissa / Talita (BRA) | 1                |  |  |              |              |  |  |        |        |
|  | [B1] Elsa / Liliana (ESP)         | 0                               |                                  | [C1] Ross / Walsh Jennings (USA) | 2                           |                  |  |  |              |              |  |  |        |        |
|  | [B1] Elsa / Liliana (ESP)         | 0                               |                                  | [C1] Ross / Walsh Jennings (USA) | 2                           |                  |  |  |              |              |  |  |        |        |

### Huitièmes de finale
| Date         | Match                                                  | Score | Set 1   | Set 2   | Set 3   | Durée  | Stats   |
| ------------ | ------------------------------------------------------ | ----- | ------- | ------- | ------- | ------ | ------- |
| 12 août 2016 | Wang / Yue (CHN) Ágatha / Bárbara (BRA)                | 0 - 2 | 12 - 21 | 16 - 21 | -       | 42 min | Rapport |
| 12 août 2016 | Larissa / Talita (BRA) Borger / Büthe (GER)            | 2 - 0 | 21 - 17 | 21 - 19 | -       | 39 min | Rapport |
| 12 août 2016 | Birlova / Ukolova (RUS) Elsa / Liliana (ESP)           | 2 - 0 | 23 - 21 | 24 - 22 | -       | 50 min | Rapport |
| 12 août 2016 | Ross / Walsh Jennings (USA) Menegatti / Giombini (ITA) | 2 - 0 | 21 - 10 | 21 - 16 | -       | 36 min | Rapport |
| 13 août 2016 | Bansley / Pavan (CAN) Broder / Valjas (CAN)            | 2 - 0 | 21 - 16 | 21 - 11 | -       | 40 min | Rapport |
| 13 août 2016 | Forrer / Vergé-Dépré (SUI) Ludwig / Walkenhorst (GER)  | 0 - 2 | 19 - 21 | 10 - 21 | -       | 36 min | Rapport |
| 13 août 2016 | Meppelink / Van Iersel (NED) Heidrich / Zumkehr (SUI)  | 1 - 2 | 21 - 19 | 13 - 21 | 10 - 15 | 60 min | Rapport |
| 13 août 2016 | Brzostek / Kołosińska (POL) Bawden / Clancy (AUS)      | 1 - 2 | 21 - 15 | 16 - 21 | 11 - 15 | 51 min | Rapport |

### Quarts de finale
| Date         | Match                                             | Score | Set 1   | Set 2   | Set 3   | Durée  | Stats   |
| ------------ | ------------------------------------------------- | ----- | ------- | ------- | ------- | ------ | ------- |
| 14 août 2016 | Bansley / Pavan (CAN) Ludwig / Walkenhorst (GER)  | 0 - 2 | 14 - 21 | 14 - 21 | -       | 38 min | Rapport |
| 14 août 2016 | Larissa / Talita (BRA) Heidrich / Zumkehr (SUI)   | 2 - 1 | 21 - 23 | 27 - 25 | 15 - 13 | 70 min | Rapport |
| 14 août 2016 | Ágatha / Bárbara (BRA) Birlova / Ukolova (RUS)    | 2 - 0 | 23 - 21 | 21 - 16 | -       | 49 min | Rapport |
| 14 août 2016 | Ross / Walsh Jennings (USA) Bawden / Clancy (AUS) | 2 - 0 | 21 - 14 | 21 - 16 | -       | 40 min | Rapport |

### Demi-finales
| Date         | Match                                              | Score | Set 1   | Set 2   | Set 3 | Durée  | Stats   |
| ------------ | -------------------------------------------------- | ----- | ------- | ------- | ----- | ------ | ------- |
| 16 août 2016 | Larissa / Talita (BRA) Ludwig / Walkenhorst (GER)  | 0 - 2 | 18 - 21 | 12 - 21 | -     | 38 min | Rapport |
| 16 août 2016 | Ross / Walsh Jennings (USA) Ágatha / Bárbara (BRA) | 0 - 2 | 20 - 22 | 18 - 21 | -     | 48 min | Rapport |

### Match pour la médaille de bronze
| Date         | Match                                              | Score | Set 1   | Set 2   | Set 3  | Durée  | Stats   |
| ------------ | -------------------------------------------------- | ----- | ------- | ------- | ------ | ------ | ------- |
| 17 août 2016 | Larissa / Talita (BRA) Ross / Walsh Jennings (USA) | 1 - 2 | 21 - 17 | 17 - 21 | 9 - 15 | 54 min | Rapport |

### Finale
| Date         | Match                                             | Score | Set 1   | Set 2   | Set 3 | Durée  | Stats   |
| ------------ | ------------------------------------------------- | ----- | ------- | ------- | ----- | ------ | ------- |
| 17 août 2016 | Ludwig / Walkenhorst (GER) Ágatha / Bárbara (BRA) | 2 - 0 | 21 - 18 | 21 - 14 | -     | 43 min | Rapport |